# 주니어 브레이스웨이트
프랭클린 델러노 알렉산더 주니어 브레이스웨이트(Franklin Delano Alexander "Junior" Braithwaite, 1949년 4월 4일 ~ 1999년 6월 2일)는 자메이카 킹스턴에서 태어난 레게 음악가이며, 더 웨일러스의 최연소 멤버였다. 더 웨일러스는 1963년 자메이카에서 스카 음악이 인기를 끌었던 브레이스웨이트와 밥 말리, 버니 웨일러, 피터 토시와 함께 시작하였다. 곧이어 비벌리 켈소와 체리 스미스가 코러스로 합류하였다.
브레이스웨이트는 더 웨일러스에서 8개월 동안 활동했으며, "Habits", "Straight and Narrow Way", "Don't Ever Leave Me", "It Hurts To Be Alone" 등의 노래의 리드 보컬을 맡았다. 이 밴드의 재능을 발견했던 스튜디오 원의 콕손 도드는 브레이스웨이트가 더 웨일러스에서 최고의 목소리를 가졌다고 했다. 밥 말리는 후에 "주니어는 노래를 더 높게 부르곤 했다. 요즘 들어서야 그게 잭슨 5처럼 들렸단 걸 깨달았다. 주니어가 떠났을 때 우리는 버니와 피터, 그래고 내가 할 수 있는 노래를 찾아야만 했다"고 언급했다.
브레이스웨이터는 1964년 밴드를 떠나 미국으로 건너갔다. 그는 20년간 시카고와 위스콘신 남부에 살았고, 1984년 자메이카로 돌아와 버니 웨일러와 함께 웨일러스의 재회 프로젝트에 참여했다. 하지만 1987년 9월 피터 토시의 살해로 인해 재회한 웨일러스와의 세계 투어 계획은 취소되었다.
1999년 6월 2일 브레이스웨이트는 동료 음악가였던 로런스 스콧과 함께 킹스턴의 스콧의 집에서 총에 맞아 살해됐다.